# Побег от реальности
«Странногеддон, часть 2: Побег от реальности» (англ. Weirdmageddon 2: Escape From Reality) — девятнадцатый эпизод второго сезона американского мультсериала «Гравити Фолз».

## Сюжет
Эпизод начинается с того, что Отважный Дэн был превращён в камень, а Спротту видятся треугольные знаки. Он убеждён, что единственный путь к спасению — принять треугольные истины Билла. Однако, его тоже превращают в камень и переносят в крепость Билла.
Билл звенит золотым Фордом, и объявляет последние успехи, которые включают: превращение граждан бесплодной пустыни, известной как Гравити Фолз в камень, используемый для сооружения трона Билла. Он объявляет о своём намерении разнести Странногеддон по всему миру, и демоны направляются вылететь из этого города, но они не могут покинуть город из-за аномалий Гравити Фолз. После чего рикошетом возвращаются в крепость Билла. Билл злится и говорит раненным друзьям «Пройдёт!».
Диппер, Венди и Зус заходят в тюремный пузырь Мэйбл. После нескольких шагов пол начинает сыпаться, и Зус хватает Диппера и Венди, ожидая жёсткого падения и говоря, что если умирать, то умирать в обнимку. В итоге они приземляются на прыгающий домик, удивлённые тем, что это и есть тюрьма Мэйбл. Дом состоит из анимированных плюшевых животных и многих кумиров и воображаемых существ Мэйбл, таких как Утка-тив, Аошима, гигантский Пухля (который является транспортом), а также Зайлер и Краз, которые появляются, чтобы предложить отправиться в большой тур — предложение, от которого невозможно отказаться в буквальном смысле.
Во время экскурсии Зайлер и Краз знакомят ребят с Мэйбллэндом — городом, основанном на воображении Мэйбл, где нет никаких правил. Позже все они прибывают на пляж, где собралось ещё больше фантазийных существ Мэйбл. На вопрос, где Мэйбл, Зайлер и Краз отвечают, что она находится в самой высокой башне Мэйбллэнда, охраняемой двумя мускулистыми вафлями с ножами вместо копий.
Чтобы попасть внутрь башни, Зус загрызает охранника, а Венди побеждает другого, прежде чем выломать дверь. Группа призывает некоторых веселящихся животных к бегству, а затем устремляется вверх по башне в тёмную комнату. Зус будит спящую на кровати Мэйбл, а Венди и Диппер баррикадируют двери, не давая войти другим охранникам. Мэйбл использует свои способности, чтобы группа успокоилась и села, а охранники не выгоняли ребят.
Мэйбл с радостью рассказывает, что проснулась в этом мире и является его мэром. Все ещё переживая горе из-за того, что её заставили вырасти и покинуть Гравити Фолз она рада остаться в своём мире фантазий, теперь с группой рядом; однако это происходит из-за того, что Билл заставил её худшие эмоции затуманить разум. Диппер говорит об иррациональности её действий, и только после этого она знакомит всех с Диппи Фрёшем — Диппером, который всегда поддерживает её, Зусу тоже понравился Диппи Фреш, потому что «каждое предложение заканчивается на „Дай пять“». Мэйбл уверяет их, что они могут наслаждаться жизнью, где они могут делать что хотят, даже если они не знают чего именно они хотят, но Диппер пытается убедить Мэйбл покинуть Мэйбленд. Используя свои способности, она колдует гамбургер с начинкой из пудинга, который Зус с радостью откусывает.
Венди встаёт на сторону Диппера, принимая во внимание плачевное состояние Гравити Фолз, но её прерывают воображаемые друзья, которые планируют подъехать на грузовике-монстре, начинённом взрывчаткой, к средней школе, чтобы разрушить её — это то, что Венди всегда хотела сделать, и поэтому она уходит вместе с друзьями. Зус уверяет Диппера, что он по-прежнему предан миссии, но его решимость ломается, когда он с радостью воссоединяется со своим отцом, созданным его воображением, так как он не может вспомнить, как выглядел он выглядел. Диппер умоляет его не сдаваться, но всё безуспешно. Диппер просит Мэйбл вернуться к реальности, спрашивая её, действительно ли исполнение их желаний является такой хорошей идеей. Она утверждает, что так все будут счастливы, и призывает Диппера просто принять удовольствия этого нового мира, и уже собирается показать ему своё желание, когда он отвергает его и быстро уходит.
В это время Билл Шифр понял, чьих рук барьер, мешающий монстрам покинуть пределы города, и тут же собирается оживить Форда, а также начинает вспоминать содержание дневника, но в это время его отвлекает Замочник с новостью: Гидеон пропустил Диппера к пузырю и тот проник в магический шар Мэйбл. Билл говорит, что шар является самой страшной ловушой, что он когда-либо создавал, и надо иметь большую силу воли чтобы противостоять его иллюзиям.
Диппер не может придумать, как освободить Мэйбл. Неожиданно приходит Венди, и после разговора она предлагает встречаться с ним. Диппер думает, что это правда, но вдруг осознаёт, что это всё обман, и лже-Венди распадается на множество червей. Перед ним живое дерево с игрушками превращается в нечто подобное, но ненадолго. Диппер кричит, что нужно возвращаться в реальный мир, но его хватают стражники-вафли, за то, что он нарушил единственное правило Мэйбллэнда — никогда не упоминать реальность.
Начинается суд по делу «Фантазия против реальности» между Диппером и Мэйбл. Мэйбл фантазирует присяжных для дела в виде шести себя, а также приглашает Зайлера и Краза в качестве адвокатов. Краз выступает в защиту Мэйбл и в Памятном альбоме воспроизводит для всех события 2 и 4 классов в жизни близнецов, где в качестве аргументов того, что Фантазия лучше чем реальность, он приводит то, как над Мэйбл и Диппером издевались в школе, а они не могли с этим ничего поделать. Когда наступает время защищаться Дипперу, он вызывает сестру для того, чтобы задать ей вопросы. Он пытается убедить её, что, хоть Мэйбллэнд и красив, но он не настоящий. Для доказательства того, что реальный мир не хуже, он привёл те же события, напоминая, что они хорошо окончились, так как близнецы помогли друг другу в этих ситуациях. Мэйбл осознаёт, что её брат прав, и они совершают ритуальные родственные объятия. Девочка освобождается из-под власти иллюзий, но больше не может творить ничего. Мэйбллэнд превращается в большое количество червей и монстров (при этом Зайлер и Краз остаются прежними). Герои спасаются на гигантском Пухле, и Мэйбл протыкает шар громадным гвоздём изнутри, после чего он взрывается огромным количеством конфетти. Пухля уменьшается до нормальных размеров, его пятна принимают прежнюю форму (в Мэйбллэнде они были в форме звёздочек), а Мэйбл видит, какой ужас произошёл за 4 дня.
Друзья идут в Хижину Чудес и встречают чудом уцелевших Стэна, МакГакета, Пасифику, Кэнди, Гренду, шерифа Блабса, мужа дятла, громилу, гномов, Тестостерора, Селестабель-а-беттабель и Мульти-медведя. Но встречают их не гостеприимно.
В титрах оказалось, что Зайлер и Краз выбрались из иллюзии в настоящий мир, и, сидя на скамейке они обсуждают разрушенный город.

## Вещание
В день премьеры эпизод посмотрели 1,67 млн человек.

## Отзывы критиков
Обозреватель развлекательного веб-сайта The A.V. Club Аласдер Уилкинс поставил эпизоду оценку «A-», так как по его мнению «в эпизоде хороши анимация и комедия, в которой особенно выделяется приглашённый Джон Стюарт, озвучивающий кошачьего судью со смутными южными чертами, играющего с клубком ниток и отмечающего его природное любопытство». Далее он пишет следующее: «В серии хорошо показано то, что воспоминания плохи только в одиночестве, а общие воспоминания могут показать светлую сторону вещей. Этот эпизод блестяще работает на своих собственных условиях, как празднование основной связи шоу и как демонстрация самых ярких, самых головокружительно смешных элементов Гравити Фолз, даже если все это омрачено осознанием того, что мир ужасов Билла скрывается совсем рядом. Этот эпизод является одновременно и передышкой от всего ужаса, и необходимым прологом к последней битве Диппера и Мэйбл».
Также на агрегаторе-оценок IMDB серия имеет рейтинг 9.3/10 на основе 2 398 пользовательских оценок.

## Криптограммы

### Титры
Криптограмма в титрах: «FZPO YSU BQSHZ LTLY FR LV UCC IFJ CIYHO LTEYWKQWUW II P KFASJ JKQASPJE’W LLOMKXQNFR FLWEDGI». После расшифровки шифром Виженера получается: «CRAZ AND XYLER WENT ON TO RUN THE LEGAL DEPARTMENT AT A MAJOR CHILDREN’S TELEVISION NETWORK» (рус. Краз и Зайлер продолжали управлять юридическим департаментом в крупнейшей детской телевизионной сети).

### Изображение в конце
Криптограмма в конце серии, на странице: «1-16-19-10 9-10-19 17-19-4-5 4-6-23-8-8-19-20 15-10-5-15-20-19 4-16-19 8-23-5-4 20-6-19-23-11-5 21-23-10 10-15-17-16-4-11-23-6-19-5 18-23-5-4, 20-6-19-23-11-5 21-23-10 4-3-6-10 4-9 10-15-17-16-4-11-23-6-19-5 18-23-5-4». После расшифровки получается: «WHEN ONE GETS TRAPPED INSIDE THE PAST, DREAMS CAN TURN TO NIGHTMARES FAST» (рус. Когда кто-то с прошлым прощаться не хочет, мечты быстро станут кошмарами ночи).